# Ragnar Ache
Ragnar Ache (Fráncfort, 28 de julio de 1998) es un futbolista alemán que juega como delantero y milita en el F. C. Colonia de la 1. Bundesliga.

## Trayectoria

### Sparta Rotterdam
Nacido en Fráncfort, Alemania, comenzó su carrera en las categorías inferiores del Sparta de Róterdam neerlandés. Hizo su debut con el filial del club, el Jong Sparta, en la Tweede Divisie el 20 de agosto de 2016 contra el SV TEC. En el minuto 66 entró en sustituto de Ugur Altintas y anotó gol en el minuto 66 cuando el Jong Sparta empató el partido 2-2. Luego anotaría siete goles en 17 apariciones con el equipo reserva del Sparta Rotterdam durante la temporada 2016-17.
El 4 de abril de 2017, después de sus actuaciones con el Jong Sparta, debutó con el equipo profesional en la Eredivisie contra el S. C. Heerenveen. Entró como sustituto de Ilias Alhaft en el minuto 80 cuando el Sparta Rotterdam perdía 3-0. Esa sería su única aparición con el plantel profesional en esa temporada. Al comienzo de la temporada 2017-18, fue incluido en el primer equipo y sustituyó a Craig Goodwin en la derrota del Sparta Rotterdam por 3-0 ante el VVV-Venlo en el primer partido de la temporada. El 25 de agosto de 2017 anotó sus dos primeros goles con el Sparta Rotterdam, logrando un doblete en el empate 2-2 contra NAC Breda. Entró en el campo en el minuto 52 con el Sparta Rotterdam abajo en el marcador 2-0 y anotó en los minutos 70 y 84 del partido.

### Eintracht Frankfurt
El 3 de enero de 2020 firmó con el club alemán Eintracht Fráncfort para unirse en el verano de 2020. El contrato será hasta el 30 de junio de 2025.

## Selección nacional

### Categorías menores
Nacido en Alemania, es de ascendencia ghanesa. Es internacional en categorías inferiores con la selección alemana.

## Clubes
| Club                          | País         | Año       | Partidos | Goles |
| ----------------------------- | ------------ | --------- | -------- | ----- |
| Jong Sparta Rotterdam         | Países Bajos | 2016-2019 | 39       | 11    |
| Sparta de Róterdam            | Países Bajos | 2017-2020 | 57       | 14    |
| Eintracht Fráncfort           | Alemania     | 2020-2023 | 23       | 1     |
| SpVgg Greuther Fürth (cedido) | Alemania     | 2022-2023 | 33       | 7     |
| 1. F. C. Kaiserslautern       | Alemania     | 2023-2025 | 61       | 35    |
| F. C. Colonia                 | Alemania     | 2025-     |          |       |

## Palmarés

### Campeonatos internacionales
| Título                 | Club                | Sede    | Año     |
| ---------------------- | ------------------- | ------- | ------- |
| Liga Europa de la UEFA | Eintracht Fráncfort | Sevilla | 2021-22 |